# Filipinomysz krótkoogonowa
Filipinomysz krótkoogonowa (Apomys banahao) – gatunek ssaka z podrodziny myszy (Murinae) w obrębie rodziny myszowatych (Muridae), występujący endemicznie w prowincji Quezon na Filipinach w wysokich partiach góry Banahaw.

## Taksonomia
Gatunek po raz pierwszy zgodnie z zasadami nazewnictwa binominalnego opisał w 2011 roku amerykańsko-filipiński zespół zoologów (Amerykanie – Lawrence R. Heaney, Eric A. Rickart, Lawren VandeVrede i Scott J. Steppan oraz Filipińczycy – Danilo S. Balete, Phillip A. Alviola, Mariano Roy M. Duya, Melizar V. Duya i M. Josefa Veluz) nadając mu nazwę Apomys (Megapomys) banahao. Holotyp pochodził z barangayu Lalo (14°03′58,9″N 121°30′30,8″E/14,066350 121,508550), na wysokości 1465 m n.p.m., na górze Banahaw, w prowincji Quezon, na wyspie Luzon, w Filipinach. Holotyp (o numerze 178501 FMNH) stanowi dorosły samiec schwytany w 9 maja 2006 roku przez  Erica A. Rickarta i przechowywany jest w Muzeum Historii Naturalnej w Chicago.
Apomys brownorum należy do podrodzaju Megapomys. A. banahao jest najbliżej spokrewniony z A. brownorum. Na średnich wysokościach na górze Banahaw jest sampatryczny z A. magnus, a w szerszym zakresie wysokości z A. microdon i A. musculus. Autorzy Illustrated Checklist of the Mammals of the World uznają ten takson za gatunek monotypowy.

### Etymologia
- Apomys: Apo, Mindanao, Filipiny; gr. μυς mus, μυος muos „mysz”[6].
- banahao: Banahaw, Luzon, Filipiny[5].

## Zasięg występowania
Filipinomysz krótkoogonowa jest znany tylko z góry Banahaw i sąsiedniej góry Banahaw de Lucban, na wyspie Luzon, należącej do Filipin; prawdopodobnie występuje również na sąsiedniej górze San Cristobal.

## Morfologia
Długość ciała (bez ogona) 125–154 mm, długość ogona 111–133 mm, długość ucha samic 22–24 mm, długość tylnej stopy 33–37 mm; masa ciała 71–92 g. Filipinomysz krótkoogonowa wykazuje znaczne podobieństwo do filipinomyszy jasnej. Należy do mniejszych gatunków z podrodzaju Megapomys. Jest gryzoniem małej wielkości. Futro w części grzbietowej jest gęste, miękkie i długie o wybarwieniu ciemnobrązowym z nieco jaśniejszym odcieniem na bokach. W części brzusznej futro jest prawie białe.

### Kariotyp
Garnitur chromosomowy filipinomyszy krótkoogonowej tworzą 24 pary (2n=48) chromosomów (Fn ≥54).